# Exhyalanthrax finidrontis
Exhyalanthrax finidrontis är en tvåvingeart som beskrevs av Neal L. Evenhuis och Greathead 1999. Exhyalanthrax finidrontis ingår i släktet Exhyalanthrax och familjen svävflugor. Inga underarter finns listade i Catalogue of Life.